# Cmentarz unicki w Ciciborze Dużym
Cmentarz unicki w Ciciborze Dużym – nieczynna unicka nekropolia w Ciciborze Dużym, formalnie administrowana przez parafię bł. Honorata Koźmińskiego w Białej Podlaskiej.

## Historia
Cmentarz został założony w I poł. XIX w. na potrzeby parafii unickiej działającej przy cerkwi św. Paraskiewy w Ciciborze Dużym. W 1875 parafia ta została - wskutek likwidacji unickiej diecezji chełmskiej - przemianowana na prawosławną, przeciwko czemu miejscowa ludność bezskutecznie protestowała. Zdecydowana większość mieszkańców Cicibora odmówiła uczęszczania do cerkwi prawosławnej i przyjmowania sakramentów z rąk duchownego tego wyznania. Również pogrzeby na cmentarzu odbywały się potajemnie, bez udziału kapłana. Według miejscowej tradycji na nekropolii pochowano łącznie kilkuset opornych unitów. 57 osób zostało pochowany w grobie zbiorowym. Ponadto zachowało się kilka nagrobków w postaci krzyży drewnianych, dwa nagrobki i płyta, która być może oznacza miejsce pochówku unickiego proboszcza parafii ciciborskiej Jana Starkiewicza, który odmówił konwersji na prawosławie i zmarł w więzieniu w Siedlcach. Wszystkich pochowanych na cmentarzu upamiętnia pomnik z inskrypcją Uczcijmy modlitwą pamięć kilkuset unitów z parafii Cicibór chowanych na tym cmentarzu tajemnie, bez sakramentów świętych, w latach prześladowań 1875 - 1905. Niech odpoczywają w pokoju. 
Cmentarz znajduje się na południe od zabudowań wsi, blisko polnej drogi. Jego pierwotny układ uległ zatarciu, zaś ogrodzenie wzniesiono w 1983. Na terenie nekropolii rosną lipy, klony oraz akacje. Zajmuje ona powierzchnię 0,16 ha.